# أرون كونولي
أرون كونولي (بالإنجليزية: Aaron Connelly)‏ (16 يوليو 1991 بغلاسكو في المملكة المتحدة - ) هو لاعب كرة قدم بريطاني في مركز الهجوم. لعب مع Broomhill F.C. (Scotland) ‏ وCumnock Juniors F.C. ‏ وEast Kilbride Thistle F.C. ‏ وGirvan F.C. ‏ وجلينفتون أثلتيك ‏ وAnnan Athletic F.C. ‏ وهورلفورد يونايتد ‏ ونادي آير يونايتد.